# Аеродром Шарм ел Шеик
Међународни аеродром Шарм ел Шеик је међународни аеродром египатског туристичког одредишта Шарм ел Шеик, смештен непосредно у залеђу града. То је трећа по величини промета ваздушна лука у Египта, после аеродрома у Каиру и Хургади. Промет туриста је махом везан за туризам, па преовлађују сезонске линије и чартери.